# 幼児虐殺 (ルーベンス)
『幼児虐殺』（ようじぎゃくさつ, 英: Massacre of the Innocents）は、ピーテル・パウル・ルーベンスによる絵画作品。同名のものが2作品ある。「マタイによる福音書」など、聖書の幼児虐殺のエピソードに基づいたものである。

## 失われた傑作
ルーベンスによる『幼児虐殺』1枚目に関する記録は、1611年から1612年あたりにさかのぼる。18世紀、この絵はルーベンスのもう一つの傑作『サムソンとデリラ』とともに、オーストリアのウィーンにあるリヒテンシュタイン美術館が所有していた。1767年、ヴィンツェンツィオ・ファンティーによる転載ミスの後、絵はルーベンスのアシスタントだった「ルーベンスの模倣画家」ヤン・ファン・デン・ヘッケ（Jan van den Hoecke）の作だと誤認された。1920年にオーストリア人の一家に売却されるまでそのままであった。1923年以降には、オーストリア北部の聖アウグスチノ修道会に貸与されていた。

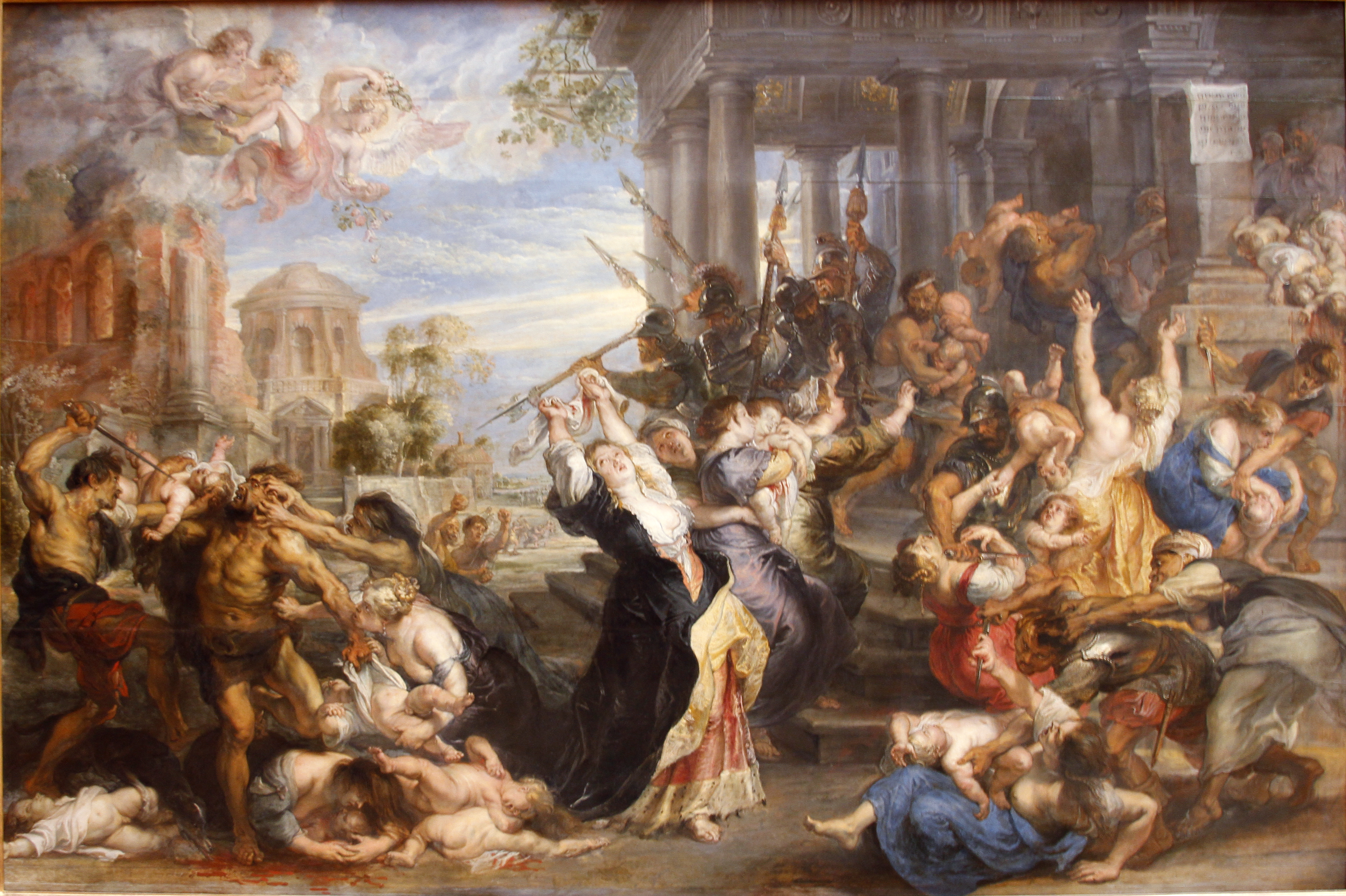
ピーテル・パウル・ルーベンス作『幼児虐殺』。アルテ・ピナコテーク蔵。

2001年、ロンドンのサザビーズで初期フランドル派やオランダ絵画を専門とするジョージ・ゴードンが『幼児虐殺』を鑑定した。ゴードンは絵の特徴や様式が、同時代に描かれた『サムソンとデリラ』と同じであり、確かにルーベンスが描いたものだと断定した。作品は2002年7月10日、ロンドンのサザビーズのオークションに出品され、4950万ポンド（約90億円、サザビーズの手数料を含む）で落札された。購入者についての詳細は明らかにされず、ロンドンの美術商サム・フォッグが代理で入札を行っていた。落札者はのちに、カナダの新聞王で第2代フリートのトムソン男爵ケネス・トムソンであると明らかになった。2007年1月現在、その価格は、オークションにかけられた巨匠の名画の中で最も高価なものとなっている。オークションに続き、ルーベンスの絵はロンドンのナショナル・ギャラリーに一定期間貸与された後、2008年にはトロントのAGO（Art Gallery of Ontario）に寄贈され、そこに納められた。AGOは近年、大規模な改築や増築に取り組んでいる。

## 分析
1600年から1608年にかけてルーベンスはイタリアに滞在しており、この期間に画家は、カラヴァッジオなどイタリア・バロック期の画家の作品に直に接し、修養を積んだのだと広く考えられている。『幼児虐殺』の絵の中でも、強いドラマ性とダイナミックな場面構成、豊かな色彩などにその影響を感じ取ることができる。キアロスクーロの使用もまた、その形跡と考えられる。

## 2作目
人生の終盤が近づいた1636年から1638年にかけて、ルーベンスは再び幼児虐殺を主題にした絵を描いた。こちらの絵は、1706年までにはミュンヘンのアルテ・ピナコテークに売却され、現在もそこに架かっている。こちらの作品は同時代の版画家、パウルス・ポンティウスによって1643年に版画にされている。